# Edificio Café Montevideo

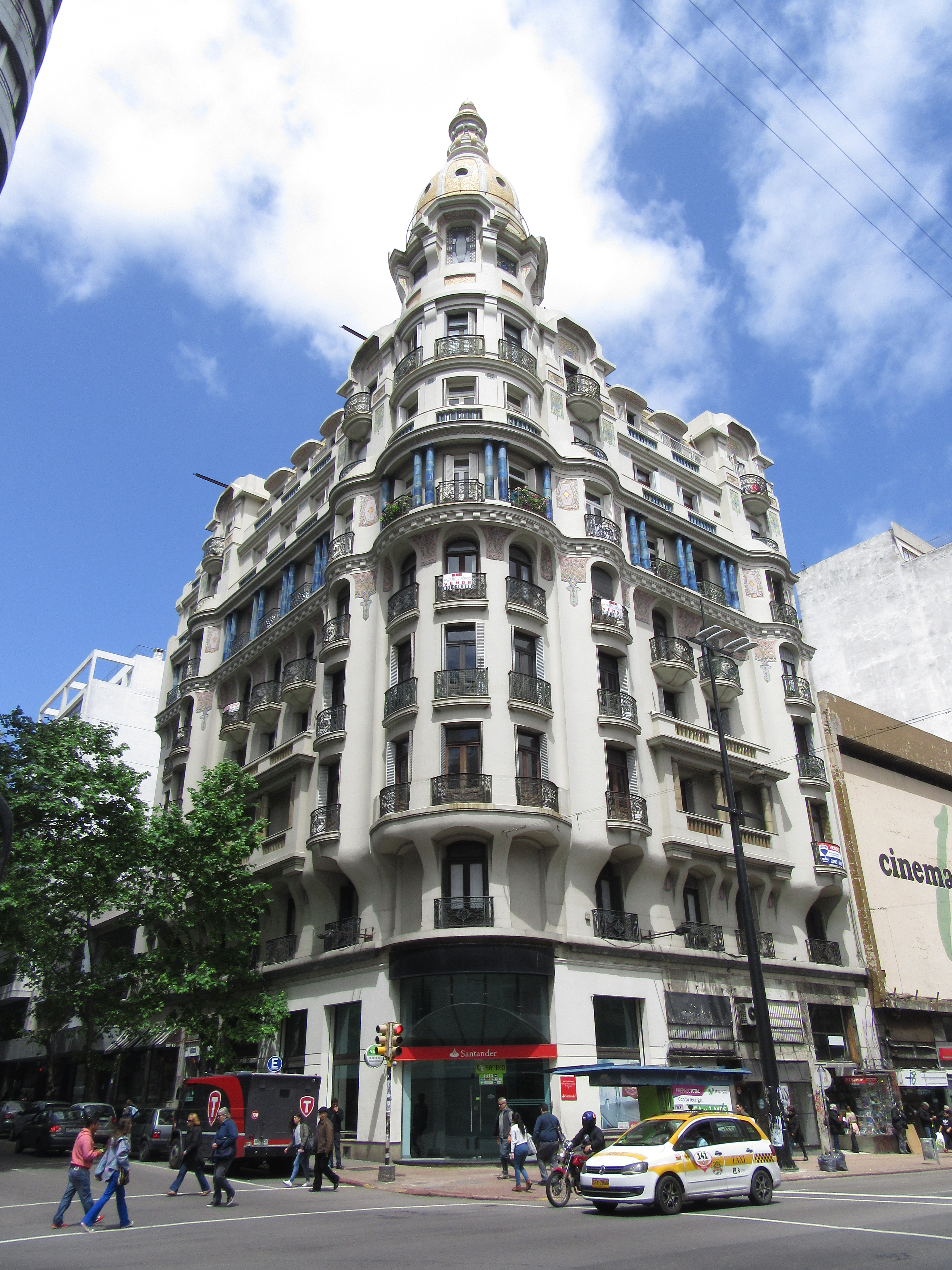
Edificio Café Montevideo (2016)

Das Edificio Café Montevideo ist ein Bauwerk in der uruguayischen Landeshauptstadt Montevideo.
Das im Jahre 1926 errichtete Gebäude befindet sich im Barrio Centro an der Avenida 18 de Julio 1300, Ecke Yaguarón. Als Architekten zeichneten A. Ruiz und P. Nadal sowie Galfetti verantwortlich. Später fanden Umgestaltungs-/Renovierungsarbeiten im Erdgeschoss des Bauwerks statt, über deren Datum und Leitung genauere Angaben nicht vorhanden sind. In seiner ursprünglichen Konzeption diente es als Wohn-Appartement- und Geschäftshaus. Mittlerweile beherbergt es neben Wohn-Appartements eine Einkaufspassage, Büros und eine Bank. Das Edificio Café Montevideo ist dem Stil des historischen Eklektizismus zuzuordnen. Das mit einem kleinen Turm mit goldfarbener Kuppel versehene, achtstöckige Gebäude, an dem die blauen Säulen an den Balkons der fünften Etage im Erscheinungsbild hervorstechen, grenzt an das Kunstfilmkino Cinemateca 18.